# Senior Enlisted Advisor for the National Guard Bureau

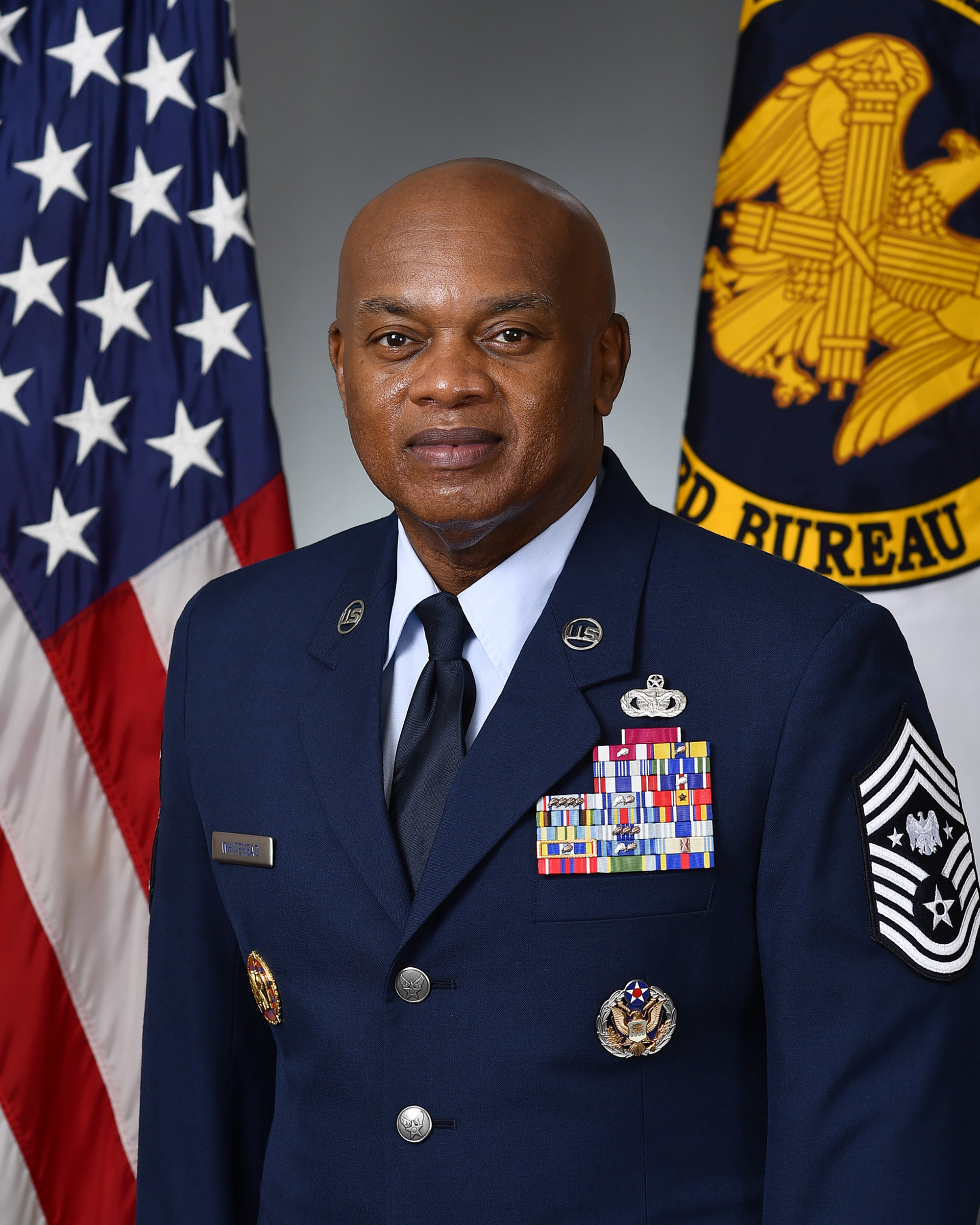
Tony L. Whitehead

Der Senior Enlisted Advisor for the National Guard Bureau (SEA) ist der höchste Unteroffiziersgrad im National Guard Bureau der Nationalgarde der Vereinigten Staaten, die eine gemeinsame Reservekomponente der United States Army und der United States Air Force auf der Ebene der Bundesstaaten ist.

## Aufgaben
Zu den Aufgaben des SEA gehört die Beratung des Chefs des National Guard Bureau in allen Angelegenheiten, die die Ausbildung und Verwendung, die Gesundheit der Kräfte und die berufliche Entwicklung von Nationalgarde-Soldaten und Fliegern betreffen.

## Insignien
Es wurden erst 2020 zur Ernennung Tony L. Whiteheads eigene Ranginsignien für den SEA der Nationalgarde geschaffen.

Ranginsignien für Angehörige der Air Force
Ranginsignien für Angehörige der Army

## Personen
- 2003–2006:  CSM John J. Leonard Jr.
- 2006–2010:  CSM David Ray Hudson
- 2010–2013:  CCM Denise Jelinski-Hall
- 2013–2017:  CCM Mitchell O. Brush
- 2017–2020: CSM Christopher S. Kepner
- 2020–2024: SEA Tony L. Whitehead
- 2024-: John T. Raines III

## Galerie

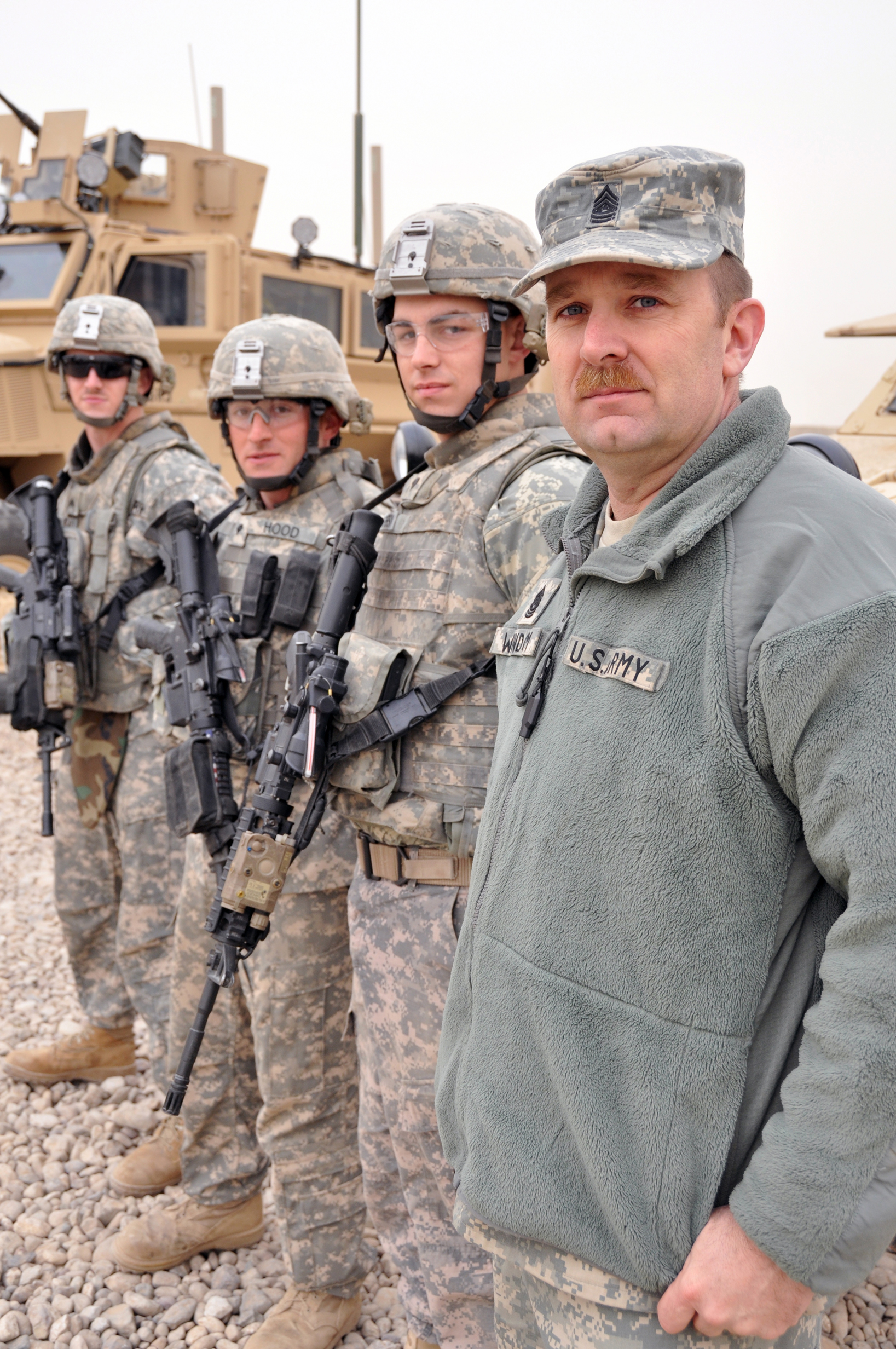
CSM David Ray Hudson
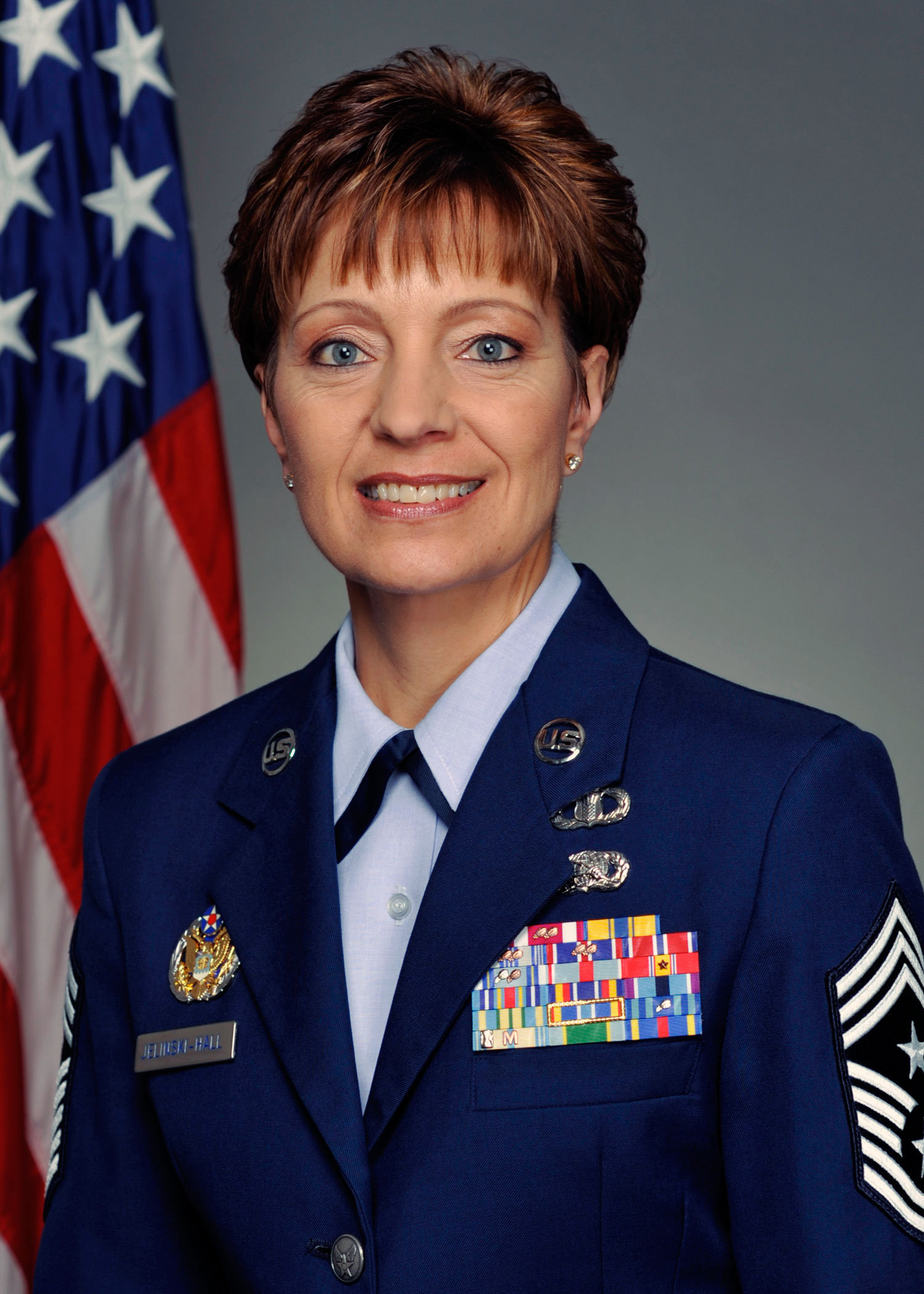
CCM Denise Jelinski-Hall
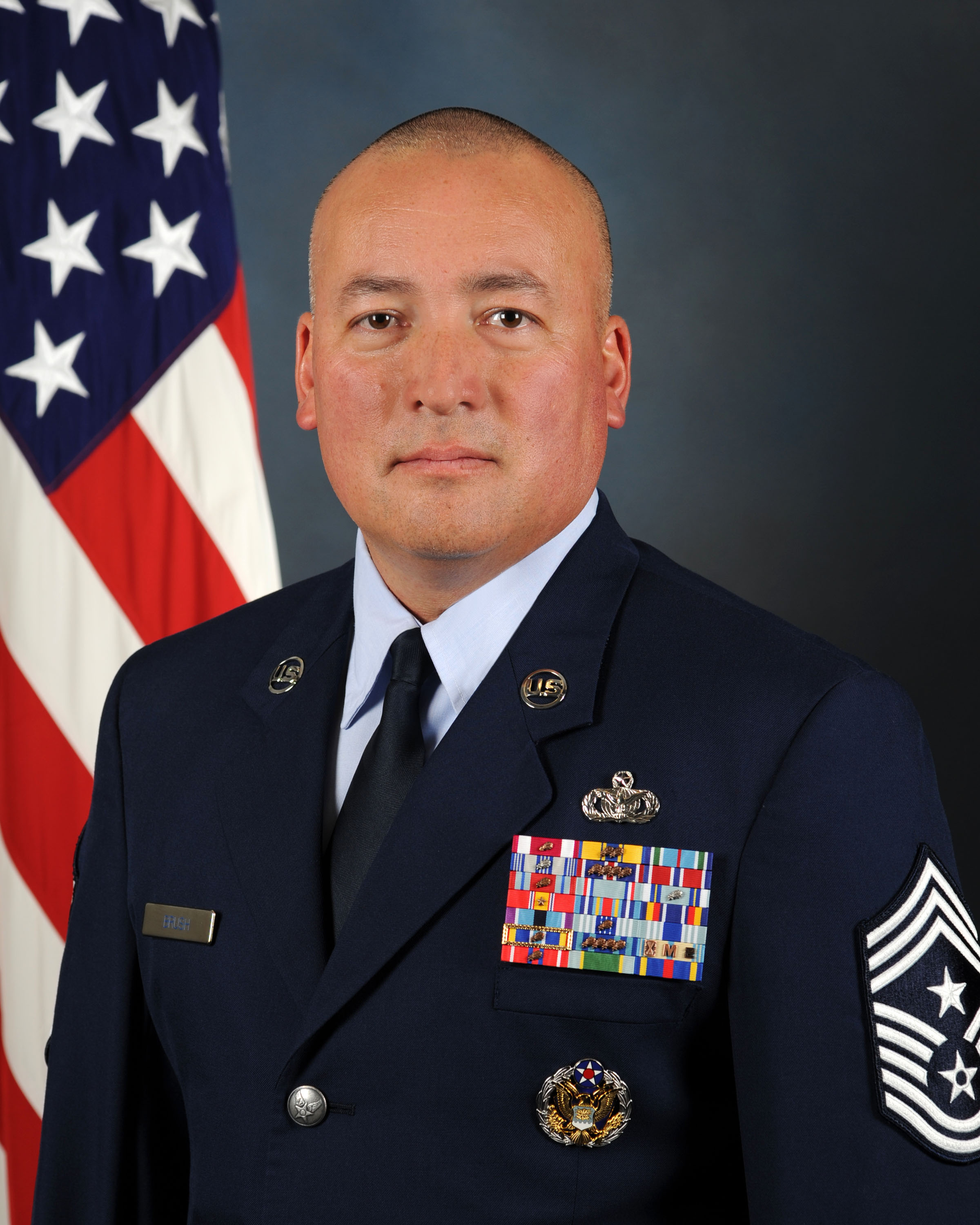
CCM Mitchell O. Brush
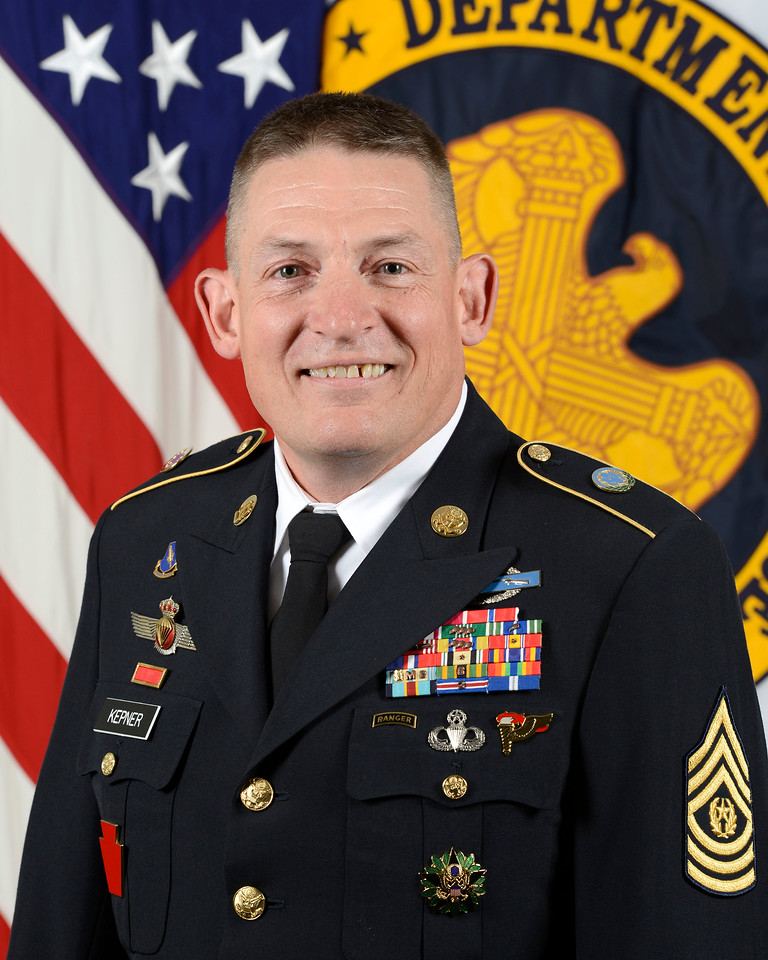
CSM Christopher S. Kepner